# John Martino
John Martino (Brooklyn, 5 maggio 1937) è un attore statunitense, ricordato per l'interpretazione di Paulie Gatto nel film Il padrino (1972).

## Filmografia
- Uffa papà quanto rompi! (How Sweet It Is!), regia di Jerry Paris (1968)
- La cavalletta (The Grasshopper), regia di Jerry Paris (1970)
- Il padrino (The Godfather), regia di Francis Ford Coppola (1972)
- Dillinger, regia di John Milius (1973)
- Stazione di servizio (Truck Stop Women), regia di Mark L. Lester (1974)
- Quella sporca ultima notte (Capone), regia di Steve Carver (1975)
- The Right Way, regia di George Taglianetti (1998)
- Special Weapons and Tactics, regia di Douglas Maxwell (2002)
- Flowers, regia di Jeffrey Lee Woods (2004)
- Confessions of a Thug, regia di Daron Fordham (2005)